# Microbrotula polyactis
Microbrotula polyactis är en fiskart som beskrevs av Anderson 2005. Microbrotula polyactis ingår i släktet Microbrotula och familjen Bythitidae. Inga underarter finns listade i Catalogue of Life.